# Robert Aman
Robert Gunnar Aman, född 1982 i Norrköping i Östergötlands län, är en svensk författare och biträdande professor vid Linköpings universitet, med tecknade serier som specialitet. Han har bland annat författat böckerna När Fantomen blev svensk och Serier för vuxna, om den svenska produktionen av en klassisk äventyrsserie respektive Horst Schröders gärning som serieförläggare med mera. 

## Biografi
År 2014 disputerade Aman i pedagogik på avhandlingen Impossible Interculturality? Education and the Colonial Difference in a Multicultural World vid Linköpings universitet. Han har därefter bland annat varit verksam som universitetslektor vid University of Glasgow (2015–2017) samt gästforskare vid olika universitet i Europa och i USA. Detta inkluderar vid Duke University (2010), Oxfords universitet (2013), Sciences Po i Paris (2015) och Gents universitet (2021).
Amans forskning är utpräglat tvärvetenskaplig och har sin bas i kritisk kulturteori. Framför allt har han forskat om seriekonsten, särskilt hur den speglar sin samtid. Aman bidragit med flera forskningsartiklar som bland annat utforskar kopplingen mellan kolonialism och representation i amerikanska, belgiska och svenska tecknade serier. Han har även studerat hur 1970-talets vänstervåg i det svenska samhället påverkade seriekonsten samt om 1980-talets vuxenserier med fokus på förlaget Epix. 
Bland Amans böcker märks När Fantomen blev svensk: vänsterns världsbild i trikå samt Serier för vuxna: Epix och den svenska serierevolutionen. Den sistnämnda boken är en "muntlig historia" fokuserad på intervjuer med folk som bidrog till Horst Schröders förlagsverksamhet, den som i slutet av 1980-talet var den mest livaktiga delen av den svenska seriebranschen.
Aman skriver regelbundet om tecknade serier för Corren och Norrköpings Tidningar samt facktidskrifterna Bild & Bubbla och The Comics Journal. Han har varit gäst i ett antal olika svenska poddar, inklusive Allt du velat veta, Ledarredaktionen och Arkiv samtal.